# Eaea
"Eaea" er en sang af den spanske sangerinde Blanca Paloma, skrevet af Paloma, José Pablo Polo og Álvaro Tato. Sangen blev udgivet den 20. december 2022, og skal efter planen repræsentere Spanien i Eurovision Song Contest 2023 efter at have vundet Benidorm Fest 2023, Spaniens nationale finale for det års Eurovision Song Contest.